# Anacamptodes intraria
Anacamptodes intraria là một loài bướm đêm trong họ Geometridae.